# Razze canine di origine italiana estinte

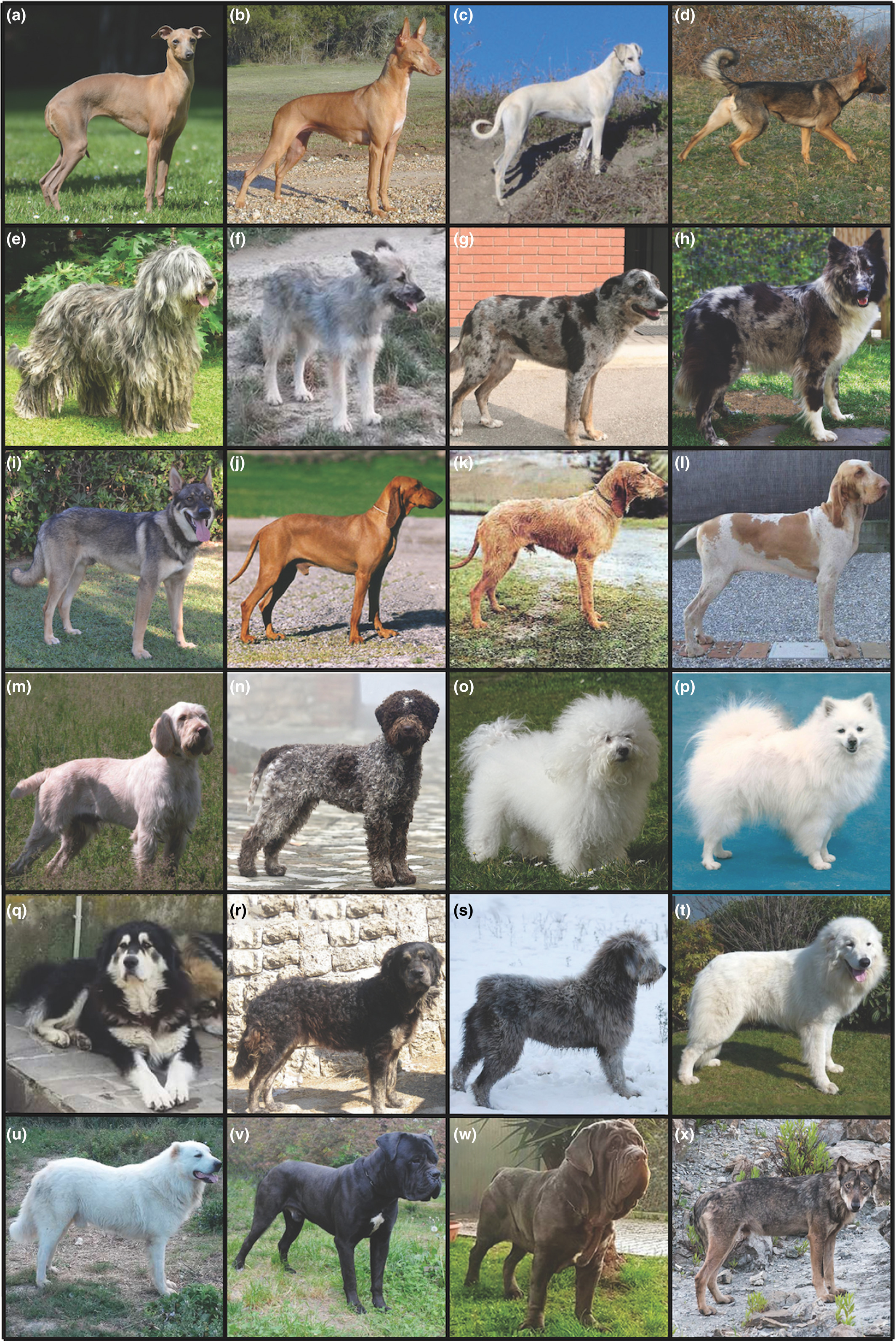
Le 23 Razze italiane note, delle 14 razze canine italiana riconosciute a livello internazionale

Sono numerose le razze di cani italiane autoctone estinte o in via di estinzione: oppure non ancora riconosciute ufficialmente dall'ENCI.
Esse sono raggruppate per regione:

## Calabria
- Bucirriscu calabrese[1] (altri nomi: Calabrian Dog, Calabrian Cane Corso)
  - Origine: Calabria
  - Attitudine: guardia,
    - Caratteristiche: simile al cane corso, con una testa più corta oppure al mastino napoletano degli inizi del 1900.

  - Situazione della razza: Attualmente estinta.
- Pastore calabrese
  - Origine: Serre e Aspromonte
  - Attitudine: guardia, cane pastore.
    - Caratteristiche: mantello completamente nero.

  - Situazione della razza: vedi pastore silano.
- Pastore silano
  - Origine: Sila
  - Attitudine: guardia, cane pastore.
    - Caratteristiche: cane di dimensioni medio-grandi, con pelo lungo e di colore nero, nero focato o nero calzato. Indole docile.

  - Situazione della razza: diffusione molto limitata. Attualmente un'associazione amatoriale si sta occupando del recupero della razza e di un eventuale riconoscimento della stessa da parte dell'ENCI. Nell'aprile del 2012 è stato costituito il Club Italiano Pastore della Sila (C.I.P.S.), con sede in San Giovanni in Fiore (Cosenza), che ha come scopo principale il recupero, la salvaguardia, la tutela e la valorizzazione della razza nel rispetto della funzione millenaria della stessa.[2]

## Lazio
- Pastore Laziale, Restone Brachiuro

## Molise
- Piccolo lepraiolo dell'Appennino molisano
  - Origine: Molise
  - Attitudine: caccia
  - Situazione della razza: variante regionale del piccolo lepraiolo italiano.

## Piemonte
- Mastino piemontese
- Cravin[3] o lepraiolo bervein cravin
  - Origine: Piemonte
    - Caratteristiche: variante regionale a pelo ruvido del piccolo lepraiolo italiano[4].

  - Attitudine: Caccia seguita.
  - Situazione della razza: possibile un prossimo riconoscimento ufficiale di un'unica razza denominata Piccolo lepraiolo italiano, che riunisca le 3 varianti: Montanino delle Alpi, il Piccolo lepraiolo dell'Appennino e il Cravin[5].

## Puglia
- Levriero pugliese
  - Origine: Puglie
  - Attitudine: caccia

## Sicilia
- Branchiero siciliano
  - Origine: Sicilia provincia di Trapani
  - Attitudine: cane da masseria, conduttore di greggi
  - Caratteristiche: agile e muscoloso, molto attivo, colore nero o rosso con leggere focature, particolarità sono le orecchie a rosa. Spesso nasce naturalmente anuro o brachiuro.
  - Situazione della razza: estinta.
- Vucciriscu[6]
  - Origine: Sicilia: palermitano
  - Attitudine: guardia, specie nelle zone del mercato della vucciria (Palermo) da cui prende il nome
  - Situazione della razza: può ancora essere trovato in alcune zone rurali della sicilia.
- Cane di mannara o cane da pastore siciliano
  - Origine: Sicilia: quasi tutta l'isola, specie zone interne.
  - Attitudine: guardia, conduttore e tutore di greggi
  - Situazione della razza: è in corso un difficile recupero, in siciliano la parola mànnara significa "mandria", in tempi molto remoti veniva chiamato "u lobbiru ri mànnara". Altri sostengono che mannara derivi dal latino manere, attendere e che il cane di mànnara è tale poiché attendeva, controllava il gregge nell'ovile.
- Cirneco di Bagheria[7]
  - Origine: Sicilia: palermitano
  - Attitudine: Caccia
  - Situazione della razza: estinto.
- Cirneco di Lampedusa
  - Origine: Isola di Lampedusa Sicilia
  - Attitudine: Caccia
  - Situazione della razza: estinta.
- Dogo siciliano[8] (altri nomi: Mastino Siciliano, Sicilian Dogge, Alano Siciliano, Sicilianer, Dogo Bianco, Sicilian Watchdog, White Sicilian Mastiff)
  - Origine: Sicilia
  - Attitudine: Guardia,
    - Caratteristiche: Cane di tipo molossoide dal mantello bianco, naturalmente senza coda,

  - Situazione della razza: Estinta.
- Cane pecoraio varbutu
  - Origine: limitatamente alle alture di una parte centrale della Sicilia (Cammarata, Santo Stefano Quisquina e dintorni).
  - Attitudine: tutore e conduttore di greggi
  - Caratteristiche: diverso dallo Spino siciliano, con la caratteristica barbetta che scende sulle facce del muso e all'altezza della giogaia si allunga un po' di più a mo' di pizzetto; vecchi pastori affermano che coesisteva col cane di mannara ed era particolarmente resistente a neve, bufere e intemperie.
  - Situazione della razza: Estinta.
- Spino degli Iblei[9] o Spino siciliano o Spinusu
  - Origine: provincia di Ragusa, da non confondere con lo spinone italiano.
  - Attitudine: Guardia, pastore di pianura e conduttore di greggi
  - Caratteristiche: mantello con variazioni di colore tra il nero il fulvo e il bianco, pelo lanoso, che rimane più lungo ed infeltrito nei fianchi laterali e nel dorso, Più corto nella parte anteriore del tronco, di aspetto molto rustico e tipico, quando lavora nel gregge crea uno strettissimo rapporto e diventa tutt'uno con esso.
  - Situazione della razza: Presenza di esemplari nelle masserie ragusane, dal 2015 la razza è stata riconosciuta dall'Ente Nazionale della Cinofilia Italiana (E.N.C.I.) con il numero 906.
- Spino siciliano o spinusu sicano
  - Origine: originario della zona meridionale o centro-meridionale dell'isola(area dei Monti Sicani)
  - Attitudine: cane pecoraio, conduttore e guardiano di greggi. Quando lavora nel gregge crea uno strettissimo rapporto, diventando tutt'uno con esso.
  - Caratteristiche: mantello color crema chiaro(carattere identificativo di razza) in tutte le sfumature, più raramente altre colorazioni (nero); pelo riccio e/o ondulato non lungo. Il muso è ricoperto di peli ispidi, aspetto molto rustico, di grande stazza, oggi ne rimangono purtroppo pochi esemplari.
  - Situazione della razza: Qualche esemplare presente sui Monti Sicani fra Agrigento e Palermo.
- Spinotto siciliano
  - Origine: la Piana di Vittoria, zona pedemontana degli Iblei, area pianeggiante delimitata dal mar Mediterraneo, ad est dall'Altopiano Ibleo e a nord-ovest dal fiume Dirillo e le modeste alture di Niscemi e Mazzarrone che separano la piana di Vittoria dalla piana di Gela.
  - Attitudine: Cane avvisatore di intrusi.
  - Caratteristiche: Miniatura dello Spino degli Iblei, gli assomiglia particolarmente.
  - Situazione della razza: Ancora qualche esemplare nella zona Pedemontana dei Monti Iblei.

## Sardegna
Tra le razze sarde le più note sono probabilmente: Cani de lèpori o cane da lepre (levriero sardo), Cani de Fonne o cane di fonni (pastore fonnese), Sorgolìnu o Cani pertiatzu.
- Sorgolìnu o cane gavoese[10]
  - Origine: Sardegna
  - Attitudine: Variante locale di Gavoi del Cani pertiatzu[11].
  - Situazione della razza: Vari esemplari sono presenti nelle campagne gavoesi e sarde, grazie alla nota distribuzione dei pastori gavoesi su tutta l'isola.
- Dogo sardesco o Cani pertiatzu[12] (altri nomi in altre lingue: Sardinian Cattledog, Sardinian Dogge, Sardesco Bulldogge, Dogo Sardenesco, Dogo Sardo; altri nomi in sardo: Beltigadu, Cani Trinu, Jagaru, Pertogatzu, Sorgolinu)
  - Origine: Sardegna
  - Attitudine: Guardia,
    - Caratteristiche: Cane di tipo molossoide dal manto tigrato, fulvo, mielato, nero; viene spesso erroneamente scambiato per una variate del Cane di Fonni a pelo raso[13].

  - Situazione della razza: Vari esemplari sono presenti nelle campagne sarde.
- Levriero sardo o Cane de lèpuri[14]
  - Origine: Sardegna
  - Attitudine: Caccia
    - Caratteristiche: Orecchie a rosetta, come il greyhound inglese, il galgo español ed altri levrieri.

  - Situazione della razza: Pochi rari esemplari, forse 100 esemplari in tutto[15].
- Cane de Fonne altri nomi (meno corretti perché possono indurre in errore) Mastino di Fonni o Mastino Fonnese[16] (altri nomi in altre lingue: Mastino Sardesco, Fonnese Mastiff, Pastore Sardesco, Sardinian Mastiff; altri nomi sardi: ane 'e accappiu, Cani fonnesu antigu, cani sardu antigu).:
  - Origine: Fonni provincia di Nuoro Sardegna
  - Attitudine: Guardia,
    - Caratteristiche: Cane dal mantello semilungo e inspido simile a razze spagnole e portoghesi, molto territoriale a aggressivo verso gli estranei, agile e gran lavoratore; usato nella guerra di Libia del 1911-12 con la brigata Sassari[17][18][19].

  - Situazione della razza: È presente in Sardegna in diverse linee di sangue tipiche; L'associazione Amatori Cane Fonnese, Affiliata ENCI con sede a Sassari sta portando a compimento il progetto di riconoscimento della razza e tutta una serie di studi genetici, grazie alla collaborazione della Facoltà di Veterinaria dell'Università di Sassari.

## Toscana
- Pastore apuano[20]
  - Origine: Apuane
  - Attitudine: Cane da pastore sia da conduzione che da custodia.
    - Caratteristiche: Cane di tipo lupoide di media taglia contraddistinto da dentatura con chiusura a tenaglia e speroni articolati sui garretti posteriori.

  - Situazione della razza: Ha rischiato l'estinzione ma ad oggi sono presenti molti soggetti puri.
- Segugio maremmano o Segugio maremmano da cinghiale[21][22]
  - Origine: Maremma
  - Attitudine: Caccia al cinghiale ed altri mammiferi.
    - Caratteristiche: Presenta vari colori in due varianti di pelo: a pelo raso, a pelo forte.

  - Situazione della razza: Riconosciuto ENCI delibera n ° 192/03/SB del 07/07/2003. Possibile un prossimo riconoscimento della FCI, 1000 esemplari puri[23].
- Straviere Toscano
  - Origine: ???
  - Attitudine: ???
  - Situazione della razza: ???

## Altre regioni
- Mastino alpino, anche Cane garouf o Patua[24]
  - Origine: Alpi italiane.
  - Attitudine: Guardia,
    - Caratteristiche: Somiglia ad un incrocio tra un Mastiff e un Cane di San Bernardo, alto 80 cm, pesa anche 75 kg, i colori sono: rosso, grigio e grigio/rosso.

  - Situazione della razza: Probabile prossima estinzione, si stimano solamente 20 esemplari puri[25].
- Pastore Lucano
- Pastore della Valle d'Aosta
- Cane da pastore carnico
  - Origine: Carnia Friuli-Venezia Giulia
  - Attitudine: Caccia seguita.
  - Situazione della razza: Molto raro si stimano 50 esemplari[26].
- Segugio dell'Appennino o Piccolo lepraiolo italiano[3][5][22]
  - Origine: Appennino emiliano
  - Attitudine: Caccia segugio di montagna.
    - Caratteristiche: Variante regionale del piccolo lepraiolo italiano.

  - Situazione della razza: Possibile un prossimo riconoscimento ufficiale di un'unica razza: Piccolo lepraiolo italiano che riunisca le 3 varianti: Montanino delle Alpi, il Piccolo lepraiolo dell'Appennino e il Cravin[5].